# Garhi (Bhaisa Kheri)
Garhi (conegut també com a Bhaisa Kheri, esmentat també com Bhaisakho) fou un principat tributari protegit del tipus thakurat garantit, feudatari de Dhar, que formà parte de la subagència Bhil a l'Índia central i després de l'agència de Bhopawar. Estava format per tres pobles a la comarca de Dharampuri, pels quals el sobirà pagava un petit tribut. El thakur era responsable per tots els robatoris que es produïen sota la seva jurisdicció. El 1881 era thakur Nahar Singh, que tenia per capital el poble de Pipalda amb una població de 552 habitants. Els ingressos s'estimaven en 215 lliures.